# Ezgjan Alioski
Ezgjan Alioski (Macedonisch: Езѓан Алиоски) (Prilep, 12 februari 1992) is een Macedonisch voetballer die doorgaans speelt als middenvelder. In juli 2025 verruilde hij Al-Ahli voor FC Lugano. Alioski maakte in 2017 zijn debuut in het Macedonisch voetbalelftal.

## Clubcarrière
Alioski speelde in de jeugdopleiding van Young Boys maar wist bij die club niet door te breken. Bij FC Schaffhausen speelde hij wel zijn eerste wedstrijden in het profvoetbal. De Macedoniër speelde bij die club nog voornamelijk als verdediger, maar in januari 2016 werd hij voor een halfjaar verhuurd aan FC Lugano. Destijds was Zdeněk Zeman daar coach en de Tsjech turnde Alioski om naar middenvelder. Na het seizoen 2015/16 nam Lugano hem definitief over. In de zomer van 2017 verkaste Alioski voor circa tweeënhalf miljoen euro naar Leeds United, waar hij zijn handtekening zette onder een verbintenis voor de duur van vier seizoenen. Zijn debuut in het Championship maakte hij op 6 augustus 2017. Op die dag werd gespeeld tegen Bolton Wanderers. Namens die club scoorden Gary Madine en Adam le Fondre en de Leeds-doelpunten werden gemaakt door Kalvin Phillips (tweemaal) en Chris Wood. Alioski, die van coach Thomas Christiansen in de basis mocht beginnen, gaf de assist op de treffer van Wood en werd vijf minuten voor tijd gewisseld ten faveure van Hadi Sacko. Na drie jaar promoveerde Alioski met Leeds naar de Premier League. Medio 2021 stapte hij transfervrij over naar Al-Ahli. Alioski stapte in de zomer van 2022 op huurbasis over naar Fenerbahçe. FC Lugano haalde Alioski in juli 2025 terug naar de club nadat hij acht jaar eerder vertrokken was.

## Clubstatistieken
| Seizoen | Club            | Competitie       | Competitie | Competitie | Beker | Beker | Internationaal | Internationaal | Totaal | Totaal |
| Seizoen | Club            | Competitie       | Wed.       | Dlp.       | Wed.  | Dlp.  | Wed.           | Dlp.           | Wed.   | Dlp.   |
| ------- | --------------- | ---------------- | ---------- | ---------- | ----- | ----- | -------------- | -------------- | ------ | ------ |
| 2013/14 | FC Schaffhausen | Challenge League | 26         | 2          | 1     | 0     | —              | —              | 27     | 2      |
| 2014/15 | FC Schaffhausen | Challenge League | 35         | 2          | 1     | 0     | —              | —              | 36     | 2      |
| 2015/16 | FC Schaffhausen | Challenge League | 16         | 0          | 1     | 0     | —              | —              | 17     | 0      |
| 2015/16 | FC Lugano       | Super League     | 16         | 3          | 2     | 0     | —              | —              | 18     | 3      |
| 2016/17 | FC Lugano       | Super League     | 34         | 16         | 1     | 0     | —              | —              | 35     | 16     |
| 2017/18 | Leeds United    | Championship     | 42         | 7          | 3     | 0     | —              | —              | 45     | 7      |
| 2018/19 | Leeds United    | Championship     | 44         | 7          | 3     | 0     | —              | —              | 47     | 7      |
| 2019/20 | Leeds United    | Championship     | 39         | 5          | 2     | 0     | —              | —              | 41     | 5      |
| 2020/21 | Leeds United    | Premier League   | 36         | 2          | 2     | 1     | —              | —              | 38     | 3      |
| 2021/22 | Al-Ahli         | Saudi Pro League | 28         | 6          | 2     | 0     | —              | —              | 30     | 6      |
| 2022/23 | → Fenerbahçe    | Süper Lig        | 17         | 1          | 1     | 0     | 8              | 0              | 26     | 1      |
| 2023/24 | Al-Ahli         | Saudi Pro League | 4          | 0          | 0     | 0     | —              | —              | 4      | 0      |
| 2024/25 | Al-Ahli         | Saudi Pro League | 0          | 0          | 0     | 0     | 6              | 0              | 6      | 0      |
| 2025/26 | FC Lugano       | Super League     | 1          | 0          | 0     | 0     | 2              | 0              | 3      | 0      |
| Totaal  | Totaal          | Totaal           | 338        | 51         | 19    | 1     | 16             | 0              | 373    | 52     |

Bijgewerkt op 3 augustus 2025.

## Interlandcarrière
Alioski maakte op 11 oktober 2013 zijn debuut in het Macedonisch voetbalelftal, toen in een kwalificatiewedstrijd voor het WK 2014 met 1–0 werd verloren van Wales door een doelpunt van Simon Church. Alioski mocht van interim-bondscoach Zoran Stratev in de basis beginnen en hij speelde het gehele duel mee. Tijdens zijn zevende interland kwam de middenvelder voor het eerst tot scoren. Hij tekende tegen Albanië voor de gelijkmaker nadat Armando Sadiku die ploeg op voorsprong had gezet. Uiteindelijk verloor Macedonië door een treffer van Bekim Balaj.
In mei 2021 werd Alioski door bondscoach Igor Angelovski opgenomen in de selectie van Noord-Macedonië voor het uitgestelde EK 2020. Op het EK werd Noord-Macedonië uitgeschakeld in de groepsfase na nederlagen tegen Oostenrijk (3–1), Oekraïne (2–1) en Nederland (0–3). Alioski speelde in alle drie wedstrijden mee. Zijn toenmalige teamgenoten Tyler Roberts (Wales), Kalvin Phillips (Engeland), Liam Cooper (Schotland), Mateusz Klich (Polen), Diego Llorente (Spanje) en Robin Koch (Duitsland) waren ook actief op het toernooi.
| Interlands van Ezgjan Alioski voor Macedonië en Noord-Macedonië | Interlands van Ezgjan Alioski voor Macedonië en Noord-Macedonië | Interlands van Ezgjan Alioski voor Macedonië en Noord-Macedonië | Interlands van Ezgjan Alioski voor Macedonië en Noord-Macedonië | Interlands van Ezgjan Alioski voor Macedonië en Noord-Macedonië | Interlands van Ezgjan Alioski voor Macedonië en Noord-Macedonië |
| №                                                               | Datum                                                           | Wedstrijd                                                       | Uitslag                                                         | Competitie                                                      | Goals                                                           |
| Als speler bij FC Schaffhausen                                  | Als speler bij FC Schaffhausen                                  | Als speler bij FC Schaffhausen                                  | Als speler bij FC Schaffhausen                                  | Als speler bij FC Schaffhausen                                  | Als speler bij FC Schaffhausen                                  |
| --------------------------------------------------------------- | --------------------------------------------------------------- | --------------------------------------------------------------- | --------------------------------------------------------------- | --------------------------------------------------------------- | --------------------------------------------------------------- |
| 1                                                               | 11 oktober 2013                                                 | Wales – Macedonië                                               | 1 – 0                                                           | WK 2014 kwalificatie                                            |                                                                 |
| 2                                                               | 15 oktober 2013                                                 | Servië – Macedonië                                              | 5 – 1                                                           | WK 2014 kwalificatie                                            |                                                                 |
| 3                                                               | 8 september 2014                                                | Spanje – Macedonië                                              | 5 – 1                                                           | EK 2016 kwalificatie                                            |                                                                 |
| 4                                                               | 9 oktober 2014                                                  | Macedonië – Luxemburg                                           | 5 – 1                                                           | EK 2016 kwalificatie                                            |                                                                 |
| 5                                                               | 12 oktober 2014                                                 | Oekraïne – Macedonië                                            | 1 – 0                                                           | EK 2016 kwalificatie                                            |                                                                 |
| 6                                                               | 15 november 2014                                                | Macedonië – Slowakije                                           | 0 – 2                                                           | EK 2016 kwalificatie                                            |                                                                 |
| Als speler bij FC Lugano                                        |                                                                 |                                                                 |                                                                 |                                                                 |                                                                 |
| 7                                                               | 5 september 2016                                                | Albanië – Macedonië                                             | 2 – 1                                                           | WK 2018 kwalificatie                                            | 51'                                                             |
| 8                                                               | 6 oktober 2016                                                  | Macedonië – Israël                                              | 1 – 2                                                           | WK 2018 kwalificatie                                            |                                                                 |
| 9                                                               | 9 oktober 2016                                                  | Macedonië – Italië                                              | 2 – 3                                                           | WK 2018 kwalificatie                                            |                                                                 |
| 10                                                              | 12 november 2016                                                | Spanje – Macedonië                                              | 4 – 0                                                           | WK 2018 kwalificatie                                            |                                                                 |
| 11                                                              | 28 maart 2017                                                   | Macedonië – Wit-Rusland                                         | 3 – 0                                                           | Vriendschappelijk                                               |                                                                 |
| 12                                                              | 5 juni 2017                                                     | Macedonië – Turkije                                             | 0 – 0                                                           | Vriendschappelijk                                               |                                                                 |
| 13                                                              | 11 juni 2017                                                    | Macedonië – Spanje                                              | 1 – 2                                                           | WK 2018 kwalificatie                                            |                                                                 |
| Als speler bij Leeds United                                     |                                                                 |                                                                 |                                                                 |                                                                 |                                                                 |
| 14                                                              | 2 september 2017                                                | Israël – Macedonië                                              | 0 – 1                                                           | WK 2018 kwalificatie                                            |                                                                 |
| 15                                                              | 5 september 2017                                                | Macedonië – Albanië                                             | 1 – 1                                                           | WK 2018 kwalificatie                                            |                                                                 |
| 16                                                              | 6 oktober 2017                                                  | Italië – Macedonië                                              | 1 – 1                                                           | WK 2018 kwalificatie                                            |                                                                 |
| 17                                                              | 9 oktober 2017                                                  | Macedonië – Liechtenstein                                       | 4 – 0                                                           | WK 2018 kwalificatie                                            |                                                                 |
| 18                                                              | 11 november 2017                                                | Macedonië – Noorwegen                                           | 2 – 0                                                           | Vriendschappelijk                                               |                                                                 |
| 19                                                              | 23 maart 2018                                                   | Finland – Macedonië                                             | 0 – 0                                                           | Vriendschappelijk                                               |                                                                 |
| 20                                                              | 27 maart 2018                                                   | Azerbeidzjan – Macedonië                                        | 1 – 1                                                           | Vriendschappelijk                                               |                                                                 |
| 21                                                              | 6 september 2018                                                | Gibraltar – Macedonië                                           | 0 – 2                                                           | Nations League 2018/19                                          | 35'                                                             |
| 22                                                              | 9 september 2018                                                | Macedonië – Armenië                                             | 2 – 0                                                           | Nations League 2018/19                                          | 13' (pen.)                                                      |
| 23                                                              | 13 oktober 2018                                                 | Macedonië – Liechtenstein                                       | 4 – 1                                                           | Nations League 2018/19                                          | 67'                                                             |
| 24                                                              | 16 oktober 2018                                                 | Armenië – Macedonië                                             | 4 – 0                                                           | Nations League 2018/19                                          |                                                                 |
| 25                                                              | 19 november 2018                                                | Macedonië – Gibraltar                                           | 4 – 0                                                           | Nations League 2018/19                                          |                                                                 |
| 26                                                              | 21 maart 2019                                                   | Noord-Macedonië – Letland                                       | 3 – 1                                                           | EK 2020 kwalificatie                                            | 11'                                                             |
| 27                                                              | 24 maart 2019                                                   | Slovenië – Noord-Macedonië                                      | 1 – 1                                                           | EK 2020 kwalificatie                                            |                                                                 |
| 28                                                              | 7 juni 2019                                                     | Noord-Macedonië – Polen                                         | 0 – 1                                                           | EK 2020 kwalificatie                                            |                                                                 |
| 29                                                              | 10 juni 2019                                                    | Noord-Macedonië – Oostenrijk                                    | 1 – 4                                                           | EK 2020 kwalificatie                                            |                                                                 |
| 30                                                              | 5 september 2019                                                | Israël – Noord-Macedonië                                        | 1 – 1                                                           | EK 2020 kwalificatie                                            |                                                                 |
| 31                                                              | 9 september 2019                                                | Letland – Noord-Macedonië                                       | 0 – 2                                                           | EK 2020 kwalificatie                                            |                                                                 |
| 32                                                              | 10 oktober 2019                                                 | Noord-Macedonië – Slovenië                                      | 2 – 1                                                           | EK 2020 kwalificatie                                            |                                                                 |
| 33                                                              | 13 oktober 2019                                                 | Polen – Noord-Macedonië                                         | 2 – 0                                                           | EK 2020 kwalificatie                                            |                                                                 |
| 34                                                              | 5 september 2020                                                | Noord-Macedonië – Armenië                                       | 2 – 1                                                           | Nations League 2020/21                                          | 5'                                                              |
| 35                                                              | 8 september 2020                                                | Georgië – Noord-Macedonië                                       | 1 – 1                                                           | Nations League 2020/21                                          |                                                                 |
| 36                                                              | 8 oktober 2020                                                  | Noord-Macedonië – Kosovo                                        | 2 – 1                                                           | EK 2020 kwalificatie                                            |                                                                 |
| 37                                                              | 11 oktober 2020                                                 | Estland – Noord-Macedonië                                       | 3 – 3                                                           | Nations League 2020/21                                          |                                                                 |
| 38                                                              | 14 oktober 2020                                                 | Noord-Macedonië – Georgië                                       | 1 – 1                                                           | Nations League 2020/21                                          | 90+3'                                                           |
| 39                                                              | 12 november 2020                                                | Georgië – Noord-Macedonië                                       | 0 – 1                                                           | EK 2020 kwalificatie                                            |                                                                 |
| 40                                                              | 25 maart 2021                                                   | Roemenië – Noord-Macedonië                                      | 3 – 2                                                           | WK 2022 kwalificatie                                            |                                                                 |
| 41                                                              | 28 maart 2021                                                   | Noord-Macedonië – Liechtenstein                                 | 5 – 0                                                           | WK 2022 kwalificatie                                            |                                                                 |
| 42                                                              | 31 maart 2021                                                   | Duitsland – Noord-Macedonië                                     | 1 – 2                                                           | WK 2022 kwalificatie                                            |                                                                 |
| 43                                                              | 1 juni 2021                                                     | Noord-Macedonië – Slovenië                                      | 1 – 1                                                           | Vriendschappelijk                                               |                                                                 |
| 44                                                              | 4 juni 2021                                                     | Noord-Macedonië – Kazachstan                                    | 4 – 0                                                           | Vriendschappelijk                                               | 35' (pen.)                                                      |
| 45                                                              | 13 juni 2021                                                    | Oostenrijk – Noord-Macedonië                                    | 3 – 1                                                           | EK 2020                                                         |                                                                 |
| 46                                                              | 17 juni 2021                                                    | Oekraïne – Noord-Macedonië                                      | 2 – 1                                                           | EK 2020                                                         | 57'                                                             |
| 47                                                              | 21 juni 2021                                                    | Noord-Macedonië – Nederland                                     | 0 – 3                                                           | EK 2020                                                         |                                                                 |
| Als speler bij Al-Ahli                                          |                                                                 |                                                                 |                                                                 |                                                                 |                                                                 |
| 48                                                              | 2 september 2021                                                | Noord-Macedonië – Armenië                                       | 0 – 0                                                           | WK 2022 kwalificatie                                            |                                                                 |
| 49                                                              | 5 september 2021                                                | IJsland – Noord-Macedonië                                       | 2 – 2                                                           | WK 2022 kwalificatie                                            | 54'                                                             |
| 50                                                              | 8 september 2021                                                | Noord-Macedonië – Roemenië                                      | 0 – 0                                                           | WK 2022 kwalificatie                                            |                                                                 |
| 51                                                              | 8 oktober 2021                                                  | Liechtenstein – Noord-Macedonië                                 | 0 – 4                                                           | WK 2022 kwalificatie                                            | 66' (pen.)                                                      |
| 52                                                              | 11 oktober 2021                                                 | Noord-Macedonië – Duitsland                                     | 0 – 4                                                           | WK 2022 kwalificatie                                            |                                                                 |
| 53                                                              | 11 november 2021                                                | Armenië – Noord-Macedonië                                       | 0 – 5                                                           | WK 2022 kwalificatie                                            |                                                                 |
| 54                                                              | 14 november 2021                                                | Noord-Macedonië – IJsland                                       | 3 – 1                                                           | WK 2022 kwalificatie                                            | 7'                                                              |
| 55                                                              | 24 maart 2022                                                   | Italië – Noord-Macedonië                                        | 0 – 1                                                           | WK 2022 kwalificatie                                            |                                                                 |
| 56                                                              | 29 maart 2022                                                   | Portugal – Noord-Macedonië                                      | 2 – 0                                                           | WK 2022 kwalificatie                                            |                                                                 |
| 57                                                              | 2 juni 2022                                                     | Bulgarije – Noord-Macedonië                                     | 1 – 1                                                           | Nations League 2022/23                                          |                                                                 |
| 58                                                              | 5 juni 2022                                                     | Gibraltar – Noord-Macedonië                                     | 0 – 2                                                           | Nations League 2022/23                                          |                                                                 |
| 59                                                              | 9 juni 2022                                                     | Noord-Macedonië – Georgië                                       | 0 – 3                                                           | Nations League 2022/23                                          |                                                                 |
| 60                                                              | 12 juni 2022                                                    | Noord-Macedonië – Gibraltar                                     | 4 – 0                                                           | Nations League 2022/23                                          |                                                                 |
| Als speler bij Fenerbahçe                                       |                                                                 |                                                                 |                                                                 |                                                                 |                                                                 |
| 61                                                              | 23 september 2022                                               | Georgië – Noord-Macedonië                                       | 2 – 0                                                           | Nations League 2022/23                                          |                                                                 |
| 62                                                              | 26 september 2022                                               | Noord-Macedonië – Bulgarije                                     | 0 – 1                                                           | Nations League 2022/23                                          |                                                                 |
| 63                                                              | 17 november 2022                                                | Noord-Macedonië – Finland                                       | 1 – 1                                                           | Vriendschappelijk                                               |                                                                 |
| 64                                                              | 23 maart 2023                                                   | Noord-Macedonië – Malta                                         | 2 – 1                                                           | EK 2024 kwalificatie                                            |                                                                 |
| 65                                                              | 27 maart 2023                                                   | Noord-Macedonië – Faeröer                                       | 1 – 0                                                           | Vriendschappelijk                                               |                                                                 |
| 66                                                              | 16 juni 2023                                                    | Noord-Macedonië – Oekraïne                                      | 2 – 3                                                           | EK 2024 kwalificatie                                            |                                                                 |
| 67                                                              | 19 juni 2023                                                    | Engeland – Noord-Macedonië                                      | 7 – 0                                                           | EK 2024 kwalificatie                                            |                                                                 |
| Als speler bij Al-Ahli                                          |                                                                 |                                                                 |                                                                 |                                                                 |                                                                 |
| 68                                                              | 9 september 2023                                                | Noord-Macedonië – Italië                                        | 1 – 1                                                           | EK 2024 kwalificatie                                            |                                                                 |
| 69                                                              | 12 september 2023                                               | Malta – Noord-Macedonië                                         | 0 – 2                                                           | EK 2024 kwalificatie                                            |                                                                 |
| 70                                                              | 14 oktober 2023                                                 | Oekraïne – Noord-Macedonië                                      | 2 – 0                                                           | EK 2024 kwalificatie                                            |                                                                 |
| 71                                                              | 17 november 2023                                                | Italië – Noord-Macedonië                                        | 5 – 2                                                           | EK 2024 kwalificatie                                            |                                                                 |
| 72                                                              | 20 november 2023                                                | Noord-Macedonië – Engeland                                      | 1 – 1                                                           | EK 2024 kwalificatie                                            |                                                                 |
| 73                                                              | 22 maart 2024                                                   | Noord-Macedonië – Moldavië                                      | 1 – 1                                                           | Vriendschappelijk                                               |                                                                 |
| 74                                                              | 25 maart 2024                                                   | Montenegro – Noord-Macedonië                                    | 1 – 0                                                           | Vriendschappelijk                                               |                                                                 |
| 75                                                              | 3 juni 2024                                                     | Kroatië – Noord-Macedonië                                       | 3 – 0                                                           | Vriendschappelijk                                               |                                                                 |
| 76                                                              | 10 juni 2024                                                    | Tsjechië – Noord-Macedonië                                      | 2 – 1                                                           | Vriendschappelijk                                               |                                                                 |
| 77                                                              | 7 september 2024                                                | Faeröer – Noord-Macedonië                                       | 1 – 1                                                           | Nations League 2024/25                                          |                                                                 |
| 78                                                              | 10 oktober 2024                                                 | Letland – Noord-Macedonië                                       | 0 – 3                                                           | Nations League 2024/25                                          |                                                                 |
| 79                                                              | 13 oktober 2024                                                 | Armenië – Noord-Macedonië                                       | 0 – 2                                                           | Nations League 2024/25                                          |                                                                 |
| 80                                                              | 14 november 2024                                                | Noord-Macedonië – Letland                                       | 1 – 0                                                           | Nations League 2024/25                                          |                                                                 |
| 81                                                              | 17 november 2024                                                | Noord-Macedonië – Faeröer                                       | 1 – 0                                                           | Nations League 2024/25                                          |                                                                 |
| 82                                                              | 22 maart 2025                                                   | Liechtenstein – Noord-Macedonië                                 | 0 – 3                                                           | WK 2026 kwalificatie                                            |                                                                 |
| 83                                                              | 25 maart 2025                                                   | Noord-Macedonië – Wales                                         | 1 – 1                                                           | WK 2026 kwalificatie                                            |                                                                 |
| 84                                                              | 6 juni 2025                                                     | Noord-Macedonië – België                                        | 1 – 1                                                           | WK 2026 kwalificatie                                            | 86'                                                             |
| 85                                                              | 9 juni 2025                                                     | Kazachstan – Noord-Macedonië                                    | 0 – 1                                                           | WK 2026 kwalificatie                                            |                                                                 |

Bijgewerkt op 3 augustus 2025.

## Erelijst
| Championship | 1 | 2019/20 |